# Symbole marche/arrêt
Pour les articles homonymes, voir Power.
Le symbole marche/arrêt (ou symbole « power », ou encore « power symbol »(en)) est une icône qui permet d'indiquer le bouton permettant le changement d'état (allumé/éteint) d'un appareil électrique. D'abord utilisé comme schéma en électronique, il est ensuite repris et dessiné sur les premiers ordinateurs. Aujourd'hui il est utilisé sur toutes sortes d'appareils électroniques et électriques comme sur les téléphones, les téléviseurs ou sur les prises de courants.
Représentant les états binaires 1/0, dont les symboles associés sont  et  — et par analogie, marche/arrêt' (on/off') — le glyphe composé, résultant par combinaison, est .
Le symbole, apparu pour la première fois en 1973, est aujourd'hui célèbre à travers le monde entier.

## Histoire[1]

### Création
En 1973 la Commission électrotechnique internationale crée un symbole qui est un mélange entre le symbole "on" et le symbole "off". Ce nouveau symbole avait pour but de représenter un mode veille, ou d'utilisation faible (d'où le mélange entre l'icône de l'état allumé et l'icône de l'état éteint).

### Transition
Une ambiguïté s'est formée autour du nouveau symbole ; officiellement, il représente l’état de veille mais le grand public l'assignait de plus en plus au changement de la tension de l'appareil (on/off).
L'IEEE a changé sa signification au cours d'une revue des normes. Aujourd'hui le symbole représente le changement entre l’état allumé et l’état éteint.

## Symboles associés
Symbole représentant l’état allumé (SYMBOL POWER ON), basé sur le système binaire.
Symbole représentant l’état éteint (SYMBOL POWER OFF), basé sur le système binaire.
Symbole "power" (POWER SYMBOL).
Symbole originellement utilisé pour représenter le changement entre les états allumé et éteint (POWER ON OFF SYMBOL).
Symbole de veille (POWER SLEEP SYMBOL).